# 九龍城砦
九龍城砦（九龍城寨、ガウロンセンチャイ、きゅうりゅうじょうさい）あるいは九龍砦城（九龍寨城、粤拼：gau2 lung4 zaai6 sing4、英語: Kowloon Walled City）は、現在の香港・九龍の九龍城地区に造られた城塞、またはその跡地に建てられていた巨大なスラム街を指す呼称。
日本では九龍城砦を「九龍城」（きゅうりゅうじょう、クーロンじょう）と表記されてきたが、香港で「九龍城」と言った場合は九龍城砦が存在した一帯の地域名あるいは行政地区名を指す。詳細は九龍を参照。

## 概要

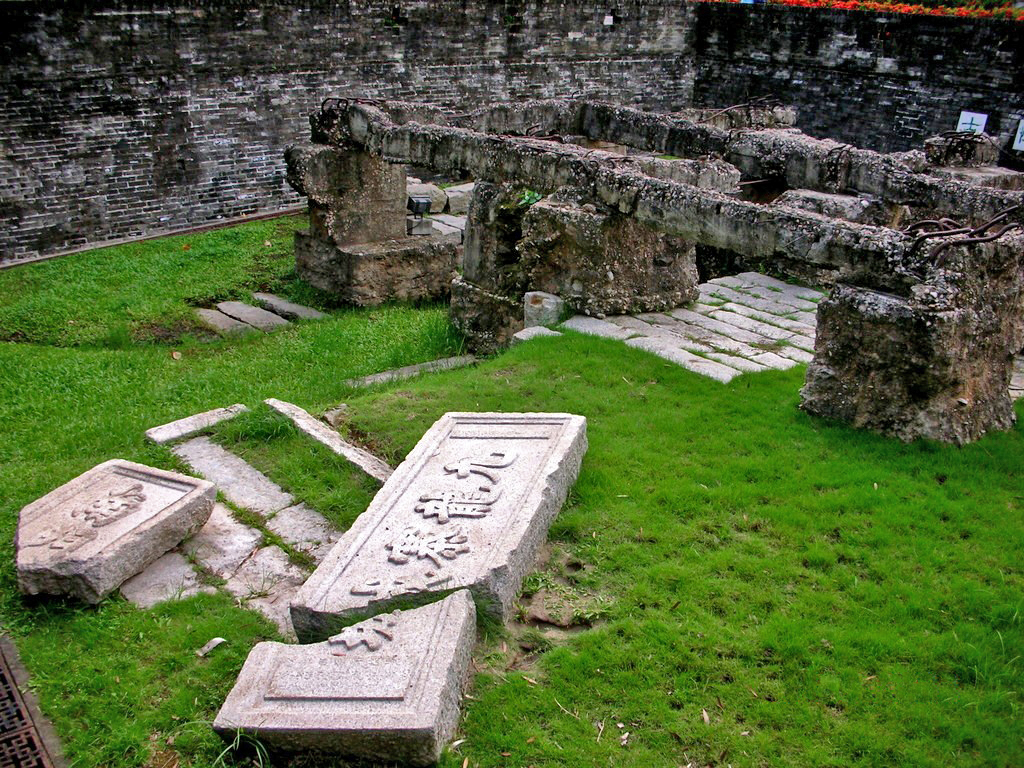
九龍寨城公園。南門の跡と門の扁額（2006年）

香港では一般に「九龍城砦」と呼ばれてきたが、正式名称は「九龍寨城」（きゅうりゅうさいじょう）という。これは1994年に当時のイギリス・香港政庁が行った構造物解体時に廃棄物の中から発見された石製の大きな扁額により明確になった。この時、同時に砦時代の大砲の砲身なども見つかっており、貴重な文化財として九龍寨城公園内の資料館に保管されている。3haほどの土地に建築法も無視した500棟の建て物が隙間なく立ち並び、スラム化していた。
1898年、イギリスが清朝から香港島や九龍に隣接する新界、及びランタオ島をはじめとする香港周辺200余りの島嶼部を99年間租借。九龍城砦は新界地区に所在していたが、例外として租借地から除外され清側が主権を主張する清の飛び地となって、清側の官吏が出入りし、英側の力が及ばなかった。後にイギリスの圧力で清軍・官吏等が排除されてしまい、以後中国大陸が中国国民党率いる中華民国となって以降も、迷路のような構造に警察も犯罪者の逮捕も困難で事実上どこの国も管理が困難な地域となる。

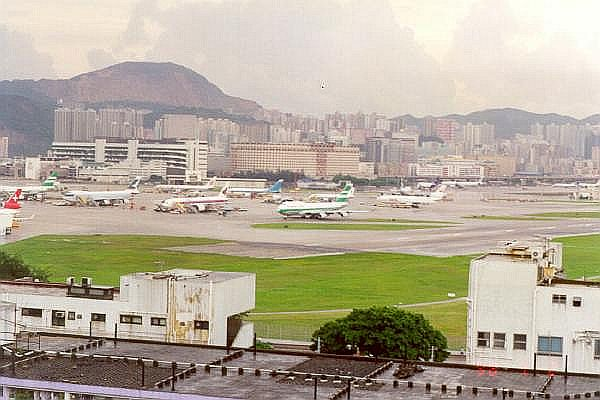
啓徳空港（1990年代）

1941年から1945年の日本軍による香港占領期間中に、近隣の啓徳空港（旧:香港国際空港、1998年に移転のため廃止）拡張工事の材料とするため城壁が取り壊された。1940年代の国共内戦と、1949年の中国共産党率いる中華人民共和国の樹立により、香港政庁の力が及ばないこの場所に中国大陸からの流民がなだれ込みバラックを建設、その後スラム街として肥大化する。
1960年代から1970年代には高層RC構造建築に建て替わるものの、無計画な増築による複雑な建築構造と、どの国の管理も及ばずに半ば放置された環境から「東洋のカスバ」（アルジェのカスバ参照）、「東洋の魔窟」と呼ばれ、「アジアン・カオス」の象徴的存在となっていた。しかし1984年の英中共同声明により香港が1997年に中華人民共和国に返還されることが確定すると1987年には香港政庁が九龍城砦を取り壊し、住民を強制移住させる方針を発表。
1993年から1994年にかけて取り壊し工事が行われ、その後すぐに行われた再開発後に九龍寨城公園 (Kowloon Walled City Park)が造成された。

## 歴史
九龍城砦には非常に多くの複雑な歴史的背景が絡んでおり、中国の近代や現代史にも密接に関係している。

### 近世（960年代 - 1830年代）
始まりは宋（960年 - 1279年）時代に遡る。かつて香港や九龍半島にはたくさんの香木が生えていたほか、塩を産出しており、これらを輸出するための港が香港島南部の香港仔に開かれた。今日の「香港」という地名も「香木が集まる港」という意味合いから命名されたという説が最も有力である。
しかし香港付近の海域には当時しばしば海賊が現れ、周囲の治安を脅かしていた。このため現在の九龍城地区に軍事要塞が作られ、ここを拠点に香港の安全の確保を図っていた。砦として1668年に九龍烽火台が設置された。

### 近代（1840年代 - 1940年代）

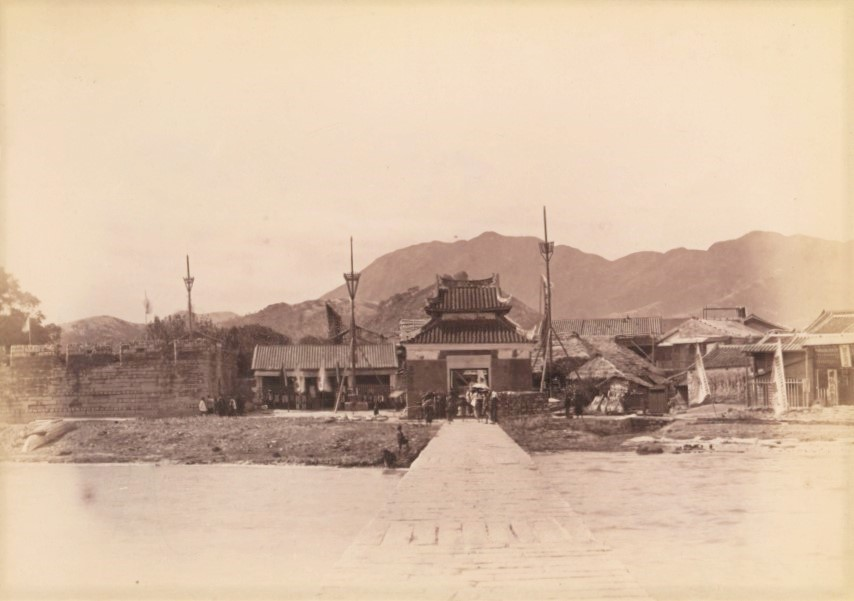
九龍城砦（1898年）

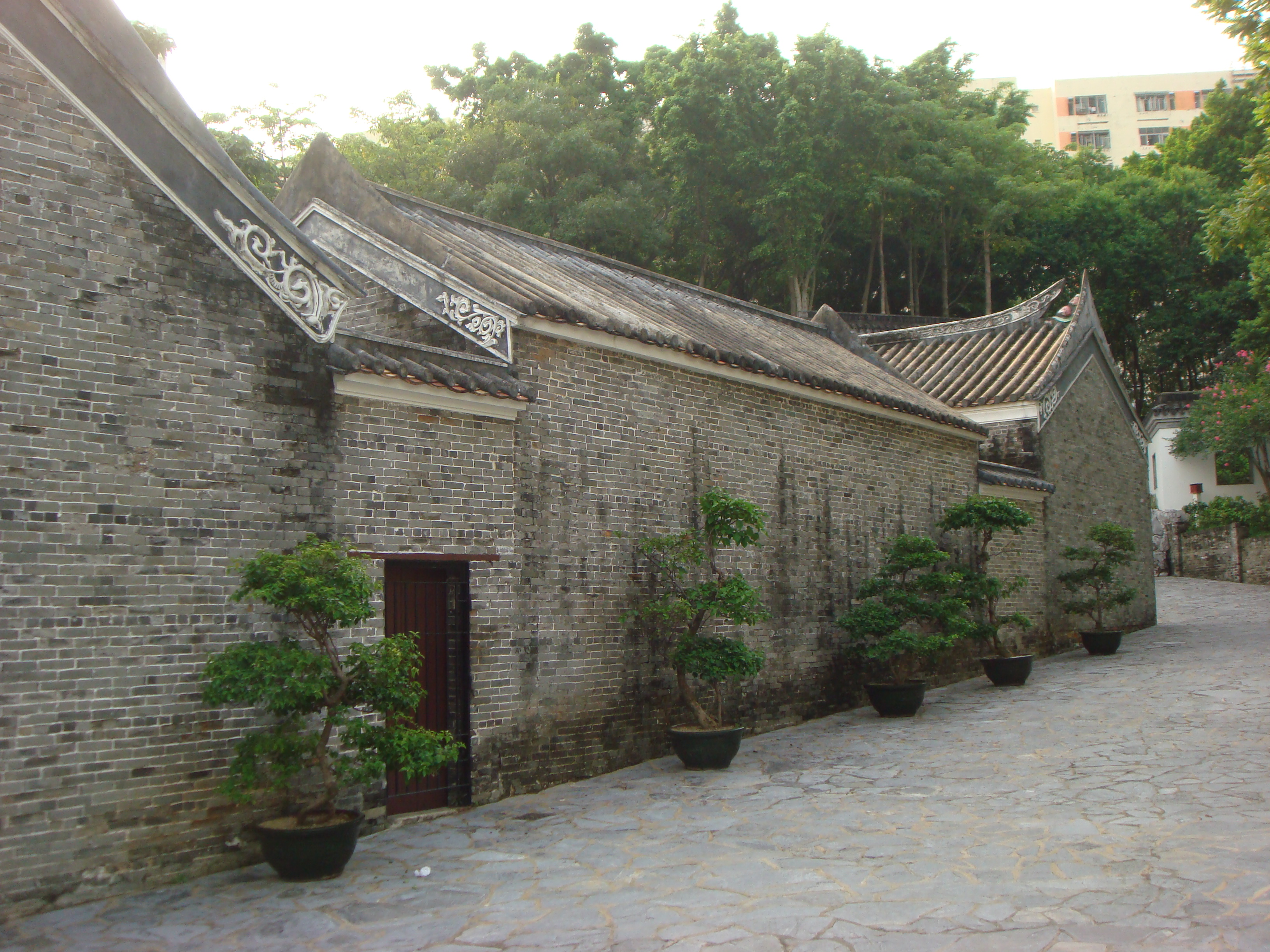
城内に残る清代の建物

1841年にイギリスは清国との間で行われた阿片戦争に勝利。南京条約により清国から広州、福州、厦門、寧波、上海の5港の開港と香港島の割譲を認めさせた。1860年にはアロー戦争によって締結された北京条約により九龍市街の界限街以南の九龍半島が割譲された。この時点では九龍城砦はイギリス領よりわずかに外れた場所にあり、清国領内であった。
イギリスは1898年に、香港防衛を理由に深圳河以南の新界 (New Territories) 地区とランタオ島をはじめとする香港島嶼部の200余りの島々を99年間の期限付きで租借した。この時九龍城砦は完全にイギリス領に取り込まれてしまったが、英清両国で取り決めた租借条約により九龍城砦は租借地から除外され飛び地化し、イギリスの香港防衛を妨げないという条件で引き続き清国役人が常駐した。しかし役人が祝い事で爆竹を鳴らしたことが、「イギリスの軍事活動の妨げになった」という理由で問題視され、清国の役人は九龍城砦から追放されてしまった。だが、イギリス側がこの時点で九龍城砦を占領することは条約違反となるのでこの場所を接収できなかった。
1911年の辛亥革命に端を発し翌1912年1月には中華民国が樹立、1912年2月に宣統帝（愛新覚羅溥儀）の退位により中国政府としての清朝は滅亡した。この時点で九龍城砦本来の機能は終了した可能性が高い。しかし、施設管理については後続の中華民国も清国と同じくイギリスの抗議により実現できず、またイギリスによる城内管理は中華民国側の抗議により断念され、膠着状態に陥った。
なお、1941年12月に日本軍が香港を占領した際、要塞に建設されていた城壁が近隣の啓徳空港拡張工事の資材となり取り壊された。この日本軍の占領により九龍城砦の管理交渉は中断した。1945年8月には日本の第二次世界大戦敗戦により香港は再びイギリスの植民地となるが、この時期の香港は経済や治安など生活上全ての面で不安定な状況にあった。
その中で、戦前より続いていた蔣介石率いる国民党と毛沢東率いる共産党の中国内戦（国共内戦）が激化し、多くの難民が身寄りを求め香港に押し寄せ、どの勢力の主権も及ばない九龍城砦にはそれらの人々がなだれ込んだ。1949年10月に中国共産党率いる中華人民共和国が樹立しても難民がなだれ込む状況は全く変わらなかった。

### 現代（1950年代 - 1990年代）

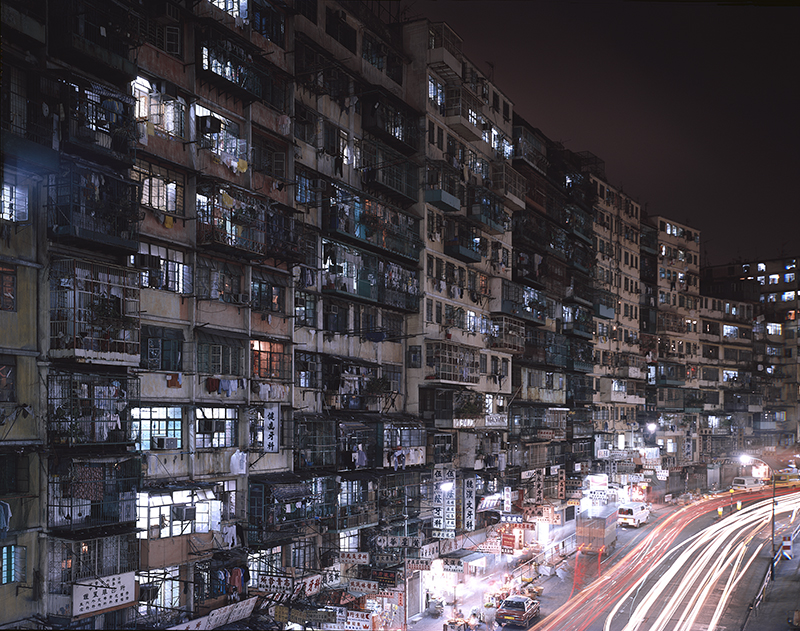
九龍城砦の夜景（1993年）

城壁が取り壊されたことで、跡地には難民のバラックが建ち始める。中国大陸の政治情勢が落ち着きつつあった1950年代後半から1960年代前半においても難民の流入は止まらず、とくに1962年には大躍進政策の失敗により大勢の困窮した人々が大量に流入、また、1960年代後半に中華人民共和国国内で始まった毛沢東らによるプロレタリア文化大革命の開始により、これを逃れる難民で人口流入は続き、過度の居住人口により次第に無計画な増築によるスラムが出来上がっていった。
1960年代後半から1970年代にかけては鉄筋コンクリート（RC造）のペンシルビルに建て変わったものの無計画な建設のために九龍城砦の街路は迷路と化し、「九龍城には一回入ると出てこられない」とも言われるようになった。また行政権が及ばなかったために売春や薬物売買、賭博、その他違法行為が行われ、中国語で「無法」地帯を意味する「三不管」（サンブーグヮン）の地域と呼ばれるようになり、黒社会（暴力団）である三合会の拠点となっていた。太平洋戦争終了後もかなりの間、アヘン吸引の悪習が残り、冬にはアヘン中毒者の行き倒れた死体が見つかることもあった。
そのため、イギリス領である香港領内での認可を受けておらず、中華民国および中華人民共和国内のみで通用する免許で開業した歯科医院や海賊版の出版物の出版、コピー商品の製造、麻薬の取り引きなどが半ば公然と行われ、大病院すら営業していた。また衛生法上許可し難い環境下での中華料理の点心製造などがあったが、最盛期には香港のホテルや飲食店で使われた点心のかなりの割合を請け負っていたとの説もある。
もともと警察と犯罪組織との癒着も香港では深刻な問題であったが、1970年代には癒着していた警察高官が逮捕される等、改善がみられるようになっていった。城内警備においては1970年代後半から1990年代にかけて住民達が一丸となり自警団を組織し治安の改善を図った。
1984年にイギリスのマーガレット・サッチャー首相と中華人民共和国の趙紫陽首相が行った英中共同声明調印により、香港が1997年7月1日に中華人民共和国に返還されることが決まり、1987年には香港政庁が九龍城砦を取り壊し、周囲のアパートや郊外のベッドタウンに政庁が建設した高層アパートへ住民を移住させる方針を発表したが、補償などの問題で住民はこれに異を唱えた。また何十年もの間行政が立ち入ることはなかったが、共同声明の後に漸く香港警察の警官が定期的に巡回を行った。その頃には香港の他地域よりもむしろ城内の方が安全であったと伝えられている。
九龍城砦が取り壊される直前の1990年代初頭には、0.026km2（約200m×120〜150m）の僅かな土地に5万人もの人々がひしめき合って人口密度は約190万人/km2と世界で最も高い地区であった。これは畳1枚に対して3人分の計算である。比較参考値として東京ドームの面積は0.0467km2、観客席の収容人数は4万5000人である。

### 取り壊し

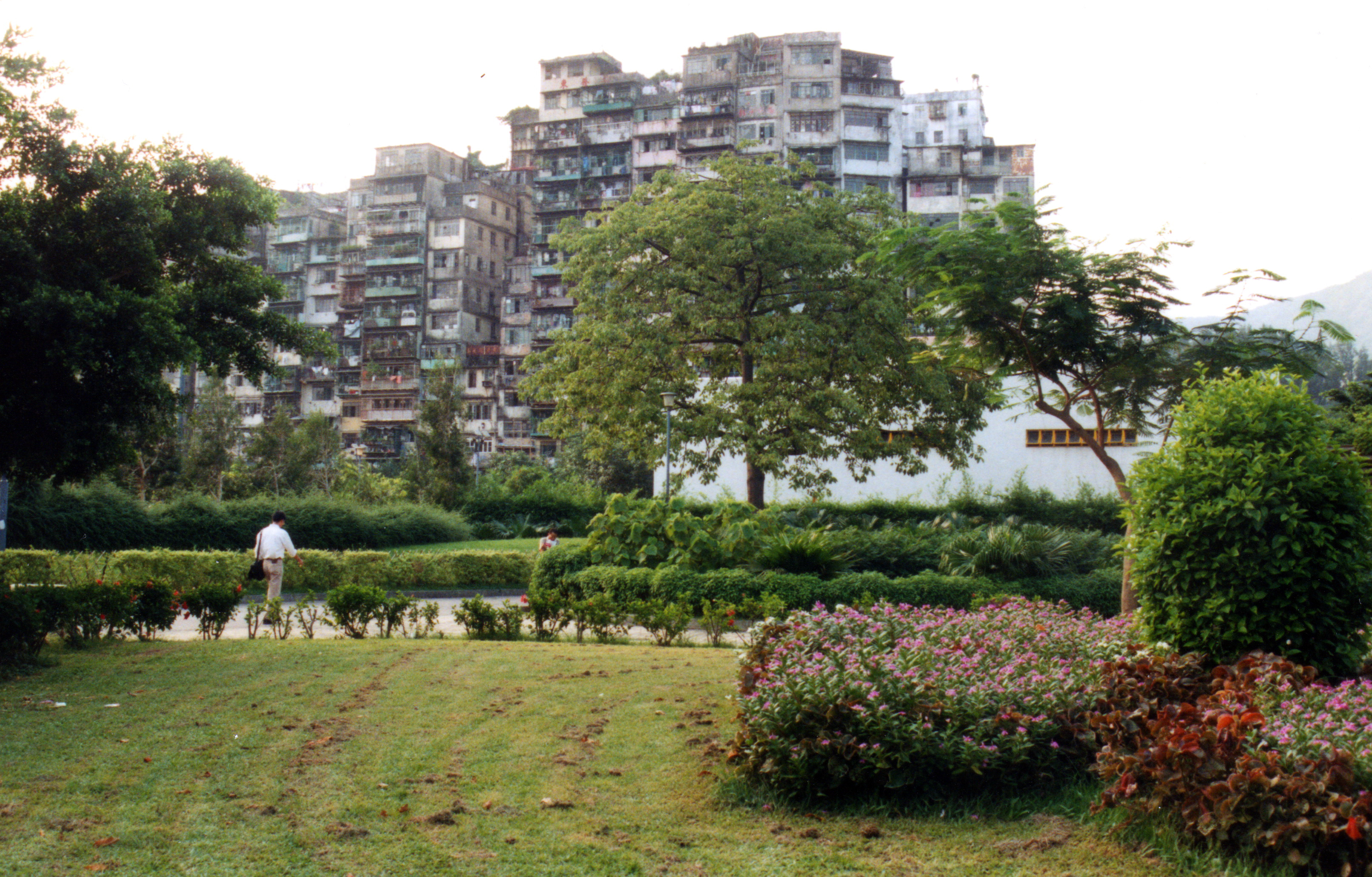
1991年の九龍城砦、周囲に整備された公園から望む

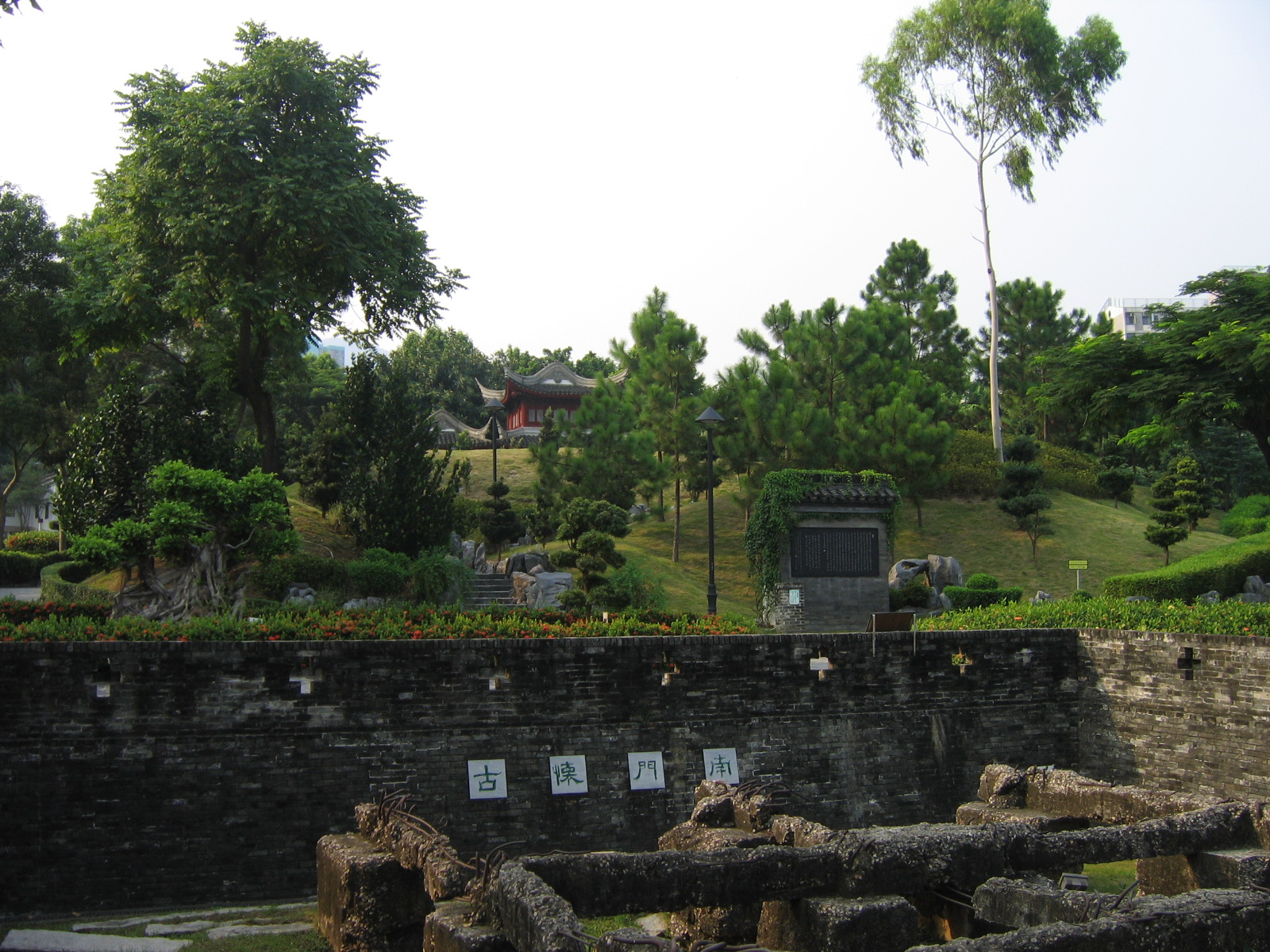
九龍寨城公園（2005年）

1993年から1994年にかけて取り壊し工事が行われ、1995年には、同じ街区の低層スラムとなっていた箇所で早期に整備され、小規模のサッカー場やバスケットボールコート、マウンテンバイクの走行コースなどが設置された賈炳達道公園 (Carpenter Road Park) や、同時期に建設されたショッピングセンターの九龍城廣場 (Kowloon City Plaza) に隣接する形で、九龍寨城公園 (Kowloon Walled City Park) が造成された。
再開発後の九龍寨城公園には中国趣味の庭園や、在りし日の九龍城砦の状況を簡単に展示する資料館がつくられた。この資料館は九龍城砦の中心に最後まで残され老人ホームとして使われていた砦時代の平屋の兵舎を改修、そのまま流用している。
また、九龍城砦の解体時に廃棄物の中から発見された扁額や大砲などの多くの文化財は当初香港政庁の計画では九龍の尖沙咀 (Tsim Sha Tsui) にある香港歴史博物館で保存、展示する予定であったが城内に住む住民の抗議により九龍寨城公園の資料館で保管することになった。

### 現在
1998年の啓徳空港（旧:香港国際空港）の移転などで九龍城上空の騒々しさは無くなり、活気ある商店街を中心に周囲は閑静な住宅街となっている。九龍寨城公園へは観光客が時折訪れるものの、普段は周辺住民の憩う公園となっており、太極拳やスポーツイベントなどの各種文化活動も住民と地元役所の手により行われている様である。庭園には東屋や十二支、龍といった石製の置物も設置され、どことなく不思議な趣を感じさせる場所となっている。公園北側の高台からは、九龍城街区の街並みが一望できる。

## 環境
城砦が行政サービスを全く受けなかったというのは誤解である。形式的には清国や中華民国時代から中華人民共和国時代にかけて、広東省宝安県（現:深圳市宝安区）の管轄下だったが、上記の通り放置状態で、実際は香港政庁が受け持っていた。
上下水道・警備・街灯の設置・福祉サービス・ゴミの撤去に関しては城外に影響するため例外的に行われた。しかし住環境は何十年も一向に改善されず劣悪の極みに至り、暗く混沌とした雰囲気は全くもって払拭されなかった。
例えば上水道に関しては1963年から供給が始まったが需要に追いつかず、住民は業者に頼んで供給を受けていた。また、配水システムは荒削りなため不安定であった。下水道は1970年代に香港政庁が導入した。それまでは通路に作られた排水溝に廃棄されていたため、井戸水が汚染され水の供給・衛生面に問題を起こした。日に2トンにもなる廃棄物の収集は香港政庁が実施した。香港政庁はゴミ箱をいたるところに設置していたが、スペースがあるとそこにゴミが廃棄されてしまうため、中にはゴミよけのビニールシートを天井に設ける者もいた。電気の供給は1977年から開始された。しかし、多くの住民が上水道同様、違法に引き込み線を設置していた。
通路には住民が勝手に引いた電気、電話線、アンテナの同軸ケーブル、下水道といったライフラインが無計画に管となって張られ束で頭上を通過した。
九龍城一帯は啓徳空港の飛行区域であったために14階又は45m以下の高さ規制が設けられていたが、九龍城砦ではそれを無視するかのように末期には最高15階建てのRC構造の建築が見られた（だがそれだけ天井が低い建物だったのだが）。これだけの高層建築にもかかわらず、建物内にはエレベーターがたった2基しかなく、また建築に関する法律は高さ制限以外一切無視され無謀な増築が繰り返された。
当然のことながら防災といった観念は一切考えられていなかったため、建物が折り重なり、日の光が一日中入らない部屋や窓のない部屋が普通であり、水道管や電線がカオス状に広がっていた。なお、城内で一番場所が良い所とされていた東頭村道は、比較的大通りに面しており、また日の光の射す場所であった。龍城路もまた少しだけ日の光が射している道であり、路が比較的一定であったために地価が比較的高かった。ちなみに通路の途中には光明路と龍城路が一路になっている所があり、そこから龍津道に出ることができた。
青空の見える唯一の場所であった九龍城砦の屋上からは、周囲に高い建物が無かったため香港島の超高層ビル群やヴィクトリア湾が一望できたという。数十メートル頭上には空港へ離着陸する巨大な旅客機が絶えず通過していった。
この中で住民達は結束し団結した。そのコミュニティーはとても発達しており、救世軍関係の幼稚園や香港の小学校や中学校に相当する施設である「龍津義學」、また老人ホームに相当する施設も備えられていた。幼稚園には身分証がなくても入ることができ、月謝は無料だが100香港ドルの寄付を募った。名前のとおりキリスト教と縁が深い幼稚園だったので、日曜日には教会にもなった。

## 城内地名（街道）

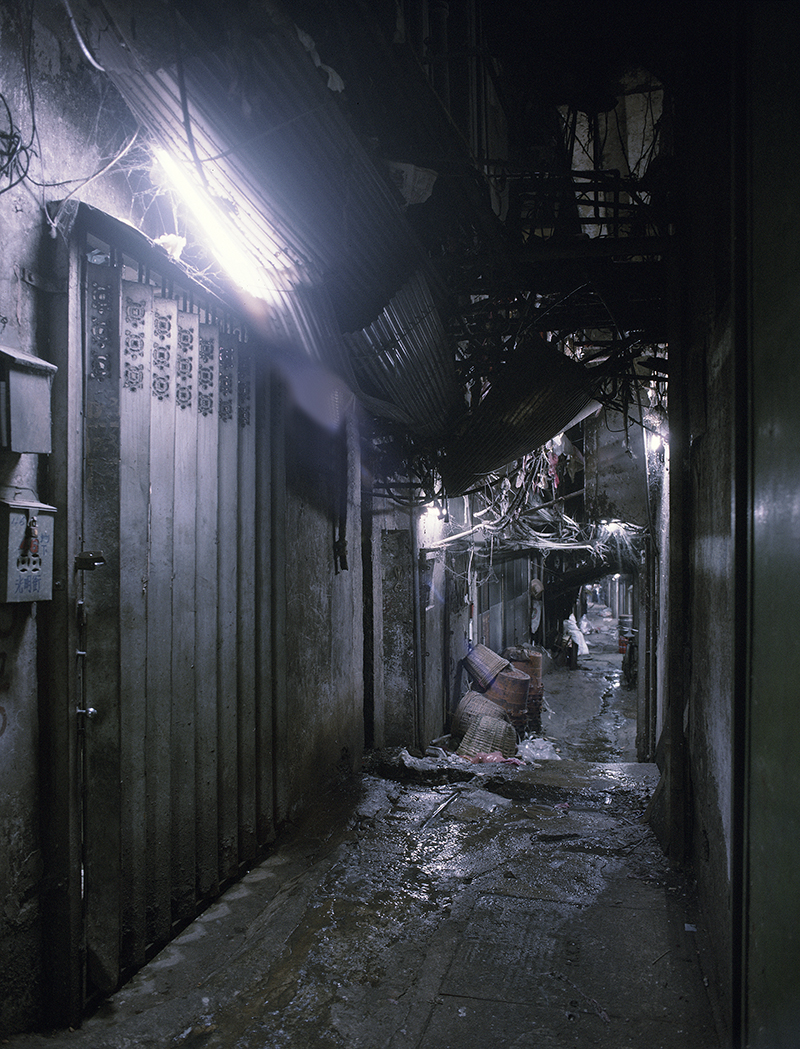
九龍城砦の通路（1993年）

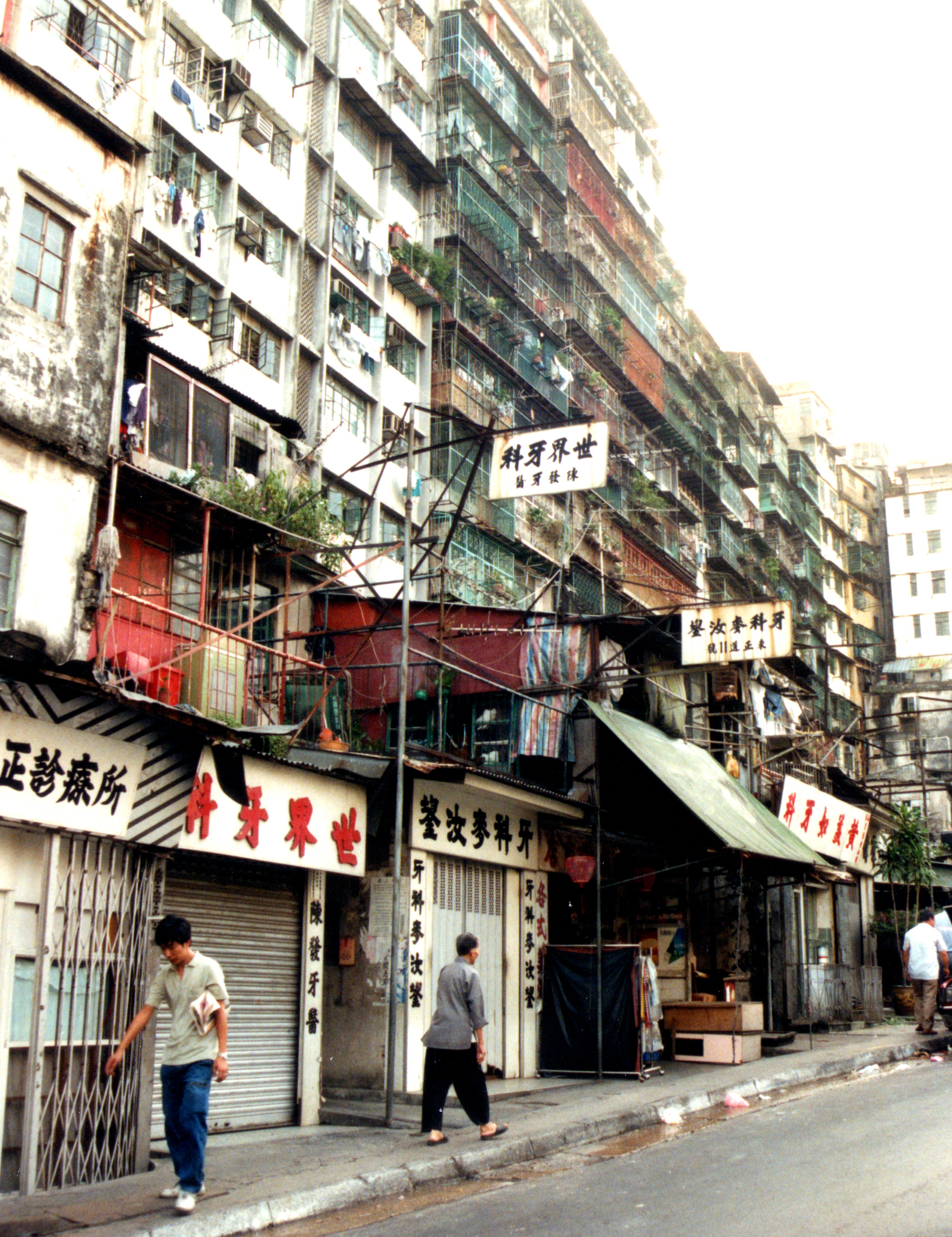
九龍城砦、外界に面した部分（1991年）

九龍城寨は面積の非常に限られた所だったが230にも及ぶ通路の名前があった。城内の主要な地名は南北又は東西に渡ってメイン通路を形成していた。そしてその通路から幾多の支線が出ていて城を形成していた。

### 南北通路

#### 龍津路
龍津路 (Lung Chun Road) は、龍津後街、龍津一巷、龍津二巷、龍津三巷、龍津尾巷、龍津橫巷と言う6つの街区に分かれていて、幾多もの通路に繋がっていた上、最古の街道であり、唯一城門のところに城門と城門の橋を繋ぐ橋渡しがあったとされる。道沿いには古砲、龍津義學があった。

#### 龍津道
アーケード街。

#### 東頭村道
歯医者が多く、また城内で最も地価が高い所であった。

### 東西通路

#### 龍城路
龍城路 (Lung Shing Road) は九龍寨城の内外を東へ繋ぐ一筋の道で、南北に繋ぐ東頭村道のジャンクションの代わりにもなっており、封鎖されている東頭村道の南側の通路の橋渡しにもなっていた。そのためか龍津道と龍津路の間や、又住益華樓と東南樓の三叉路にもなっており、いつの間にかこの街道に来てしまうことが多かった。龍城路と龍津道は隔離されていたために寨城の人それらを繋ぐ路を作った所から、龍津路の一部として認識している人も居たようだ。九龍寨城の代表的な通路とされる場合もある。

#### 光明街
龍城路から一路横に行った光明路はその名に反して日が一日中当たらず、携帯電話の電波はおろかアマチュア無線でさえ全く通らない場所であった。娼婦達が立ち、アヘン窟などもあった。

#### 老人街
道沿いに青年センターがあった。

#### 大井街
大きな井戸があった。

#### 西城路
龍城路と対になった道。民家が多かった。

## 建築

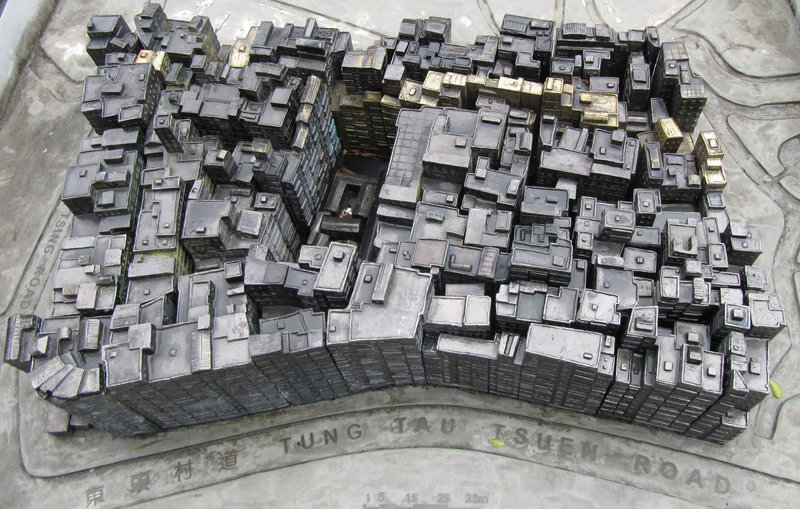
九龍城砦の模型の上面

元々はほんの数件の木造住宅が建つ程度の土地であったが、香港政庁に燃やされ煉瓦の家が建てられた。1951年頃に不審火が原因と思われる火災により3000軒以上の家が焼失。その後大きなRCコンクリート建のアパートが目立つようになる。
とりわけ水が貴重だった地域なので尿でコンクリートを練成したこともあったが流石に海水は使えなかったようである。最初に深く土地を掘り下げて3階建てのマンションを建て、互いに建物が寄りかかることにより幾分か強度が増し、順に建物が大きくなっていった。
建物は、高さ制限以外の規制は実質的に不可能となっており、九龍城砦内の建物は計画や設計図を行政に提出する義務はなく、実際にラフスケッチで作られた建物が多かった。それ故に各棟の建物の階数や各階の高さが違い、カオス的な外観の一因となっていた。また、行政に納める経費の少なさから建物の建設費のコスト削減にも繋がっていた。そして各棟の建物は独立していて微妙な隙間もあり、隣接する建物同士の水平のラインについては無視されていた。
城砦内には1847年に清が建てた煉瓦造りの建物も残っており、スラムの取り壊し後には香港法定古跡に指定されている。

## 影響
九龍城砦は何よりも都会にある秘境的なイメージが先行し、特に日本では1980年代にはカルト的に半ば伝説化した。中には観光バスで乗り付け、内部を探索するというツアーまで登場した。折しも香港が返還されるにあたり、史上最大の帝国だったイギリス帝国の最後の植民地であり、自由を抑圧する共産圏に呑み込まれてしまう「自由な西側先進国」に近い資本主義都市である香港の先行きを憂慮する風潮と重なったため、植民地支配の象徴でもあった九龍城砦を外国メディアは多く取り上げた。取り壊しが行われる前後にはかなりの日本のマスコミも取材に訪れ、九龍城砦が解体されたという報道も配信された。また、取り壊しの際の立ち退きで最後まで内部にいたのは日本のテレビクルーだったという。
また日本では香港を舞台のモチーフにした劇場用アニメーション『GHOST IN THE SHELL / 攻殻機動隊』（1995年）やプレイステーション用ゲームソフト『クーロンズゲート（九龍風水傳：Kowloon's Gate）』（1997年）、ドリームキャスト用ゲームソフト『シェンムーII (Shenmue II)』（2001年）などにもその影響や要素が反映された。
香港を暗鬱としたディストピア的な未来世界のモデルにしたアメリカ・香港合作のSF映画『ブレードランナー』やSF作家ウィリアム・ギブスンのサイバーパンク小説以後のそう遠くはない社会をオリエンタリズムの表現、特に香港のような成熟した国際都市でありながら、一方で受け継がれる和漢洋とも言える混沌とした地域文化が消えうせないアジア都市にある独特の特性要素の集大成を九龍城砦に見る傾向も見受けられる。
九龍城砦の存在は、世界でも指折りの豊かな地域となった香港にとれば人々の関心も薄く、もはや過去の遺物であった。香港政庁など行政機関にとっては、できるだけ早い撤去と再開発が念願だったと思われる。しかし、史上稀に見る規模で展開されたスラム街区は、学術的にもその資料的価値は非常に大きい。遺構の数々は建築学または環境学などの面において極端な例ではあるが、現在ではアジア圏での都市構造の貴重なサンプルである。

## 類似の場所
三元里 (San Yuan Li)
中華人民共和国の広東省広州市北部にある旧市街地。阿片戦争時、広州へ攻め入るイギリスに抵抗する民衆がこの地から立ち上がったことにより、中国ではかつての反英運動の地として知られている（三元里事件）。
一方、市街の過密に集合した住居群や不安定な治安状況、また近接する旧広州白雲国際空港（zh:广州白云国际机场 (1933－2004年)）の存在などは九龍城砦の環境と酷似していた。広州地下鉄2号線の終着駅にもこの名前があり、最寄となっている。
ファヴェーラ
ブラジルにおける違法建築が並ぶ貧民街。
セントロ・フィナンシエロ・コンフィナンサス(ディヴィッド・タワー)
ベネズエラ首都カラカスにある45階建て超高層ビル。建設途中の状態で2,500人もの不法居住者に占拠され、自前で水道設備が整えられるだけでなく、住居や商店、床屋、フィットネスクラブまで勝手に開業されるなど、建物一つがまるで一つの街の様になっている。
軍艦島
日本の長崎県長崎市端島の俗称。スラムではないが増改築を繰り返したRC建築の超過密都市として共通する。建築群の多くは三菱鉱業（現:三菱マテリアル）の高島炭鉱に勤務する鉱山労働者やその家族のための宿舎や住居、福利厚生施設や学校であった。
1974年に炭鉱閉山のため島が無人化し以来そのまま放置されていたが、見学用通路を設けるなどして2009年から一部の地区について観光客の上陸が可能になった。なお端島にある建築は大正期から昭和後期にかけて断続的に建設され、現在では日本の近現代建築史上に措いて学術的にも貴重な存在である。2015年、国際記念物遺跡会議（イコモス）により、軍艦島を構成遺産に含む「明治日本の産業革命遺産 製鉄・製鋼、造船、石炭産業」が世界文化遺産に登録された。
重慶大厦
1960年代に完成した香港の九龍、尖沙咀地区にある高層ビルである。ゲストハウスやホテルなどの宿泊施設が多いことで知られている他、ショッピングセンターやインド系レストラン、両替所などが軒を連ねる雑居ビルである。香港政庁からは九龍城砦の取り壊しと同時期に建物の改装を強いられたが2017年時点でも1階エントランスの改装や館内各所への防犯カメラ設置程度の変更のみで利用されており、九龍城砦の後継役に見立てられることがある。
建設当初から計画された建物であるので九龍城砦と比べれば相当整備された施設ではあるが、構造が複雑なため防災が行き届いていない箇所が散在している。年々設備更新などで改善が行われている。
中野ブロードウェイ
日本の東京都中野区にある複合ビル。高級複合マンションの先駆けであったが、商業施設部分は経済性を重視したため低い天井と錯綜した構造をもつ雑居ビルとなった。雑貨や食品など地域住民向けの店舗をはじめ、サブカルチャー系の小売店、小規模な飲食店、事務所など雑多なテナントが入居している。「日本の九龍城」の異名を持つ。
沢田マンション
高知県高知市にある別名「軍艦島マンション」とも呼ばれる集合住宅。増築に増築を重ねた外観から、「日本の九龍城」とも呼ばれ、建築物探訪の名所のひとつとして知られる。
ポンテシティアパート
「ポンテタワー」とも呼ばれる南アフリカのアパート。建設後無法地帯化する等こちらと似た経緯を辿っている。

## 交通

### MTR（港鐵）
- MTR観塘線 / 樂富 (Lok Fu) 駅より徒歩10〜15分程度、及びバス便利用
- MTR観塘線 / 黄大仙 (Wong Tai Sin) 駅より徒歩15〜20分程度、及びバス便利用

### バス（巴士）
- 「富豪東方酒店」 (Regal Oriental Hotel) バス停下車、徒歩3分程度
- 「賈炳達道」 (Carpenter Rd.) バス停下車、徒歩3分程度

## 舞台となった作品

### 映画
- ゴルゴ13 九竜の首（1977年）
- 城寨出來者（1982年）
- 省港旗兵・九龍の獅子 / クーロンズ・ソルジャー（1984年）
- 火爆城市 / 九龍の財宝（1992年）
- 新ポリス・ストーリー（1993年）
- 追龍（2017年）
- トワイライト・ウォリアーズ 決戦! 九龍城砦（2024年）

### ゲーム
- 九龍島（1986年） - 旧:スタークラフトより発売されたロールプレイングゲーム『ジェイミー・スター』シリーズ 第2作目。解説サイト1、解説サイト2
- クーロンズゲート（1997年）
- シャドウハーツ（2001年）
- シェンムーII（2001年）
- コール オブ デューティ ブラックオプス (2010年)
- パラノーマルHK (2020年)
- Welcome to Kowloon（2023年）

### 曲
- 九龍レトロ（トーマP、2012年）
- 九龍イドラ（トーマP、2012年）
- Alan Walker Sing me to sleep
- かめりあ Labyrinth in Kowloon: Walled World

### 漫画
- 金田一少年の事件簿 20周年記念シリーズ「香港九龍財宝殺人事件」（2012年）
- クライング フリーマン
- 拳児
- 北京填鴨式(藤子不二雄Aブラックユーモア短編)
- 瞬きのソーニャ
- 九龍ジェネリックロマンス
- 都々逸(大上明久利作品集KILLERQUEEN)
- 九龍城でもう一度(週刊少年サンデー)
- 傀層城寨都市
- GetBackers-奪還屋- (無限城)

### ドラマ
- 金田一少年の事件簿 香港九龍財宝殺人事件（2013年）
- 城寨英雄（2016年）

### アニメ
- 金田一少年の事件簿R「香港九龍財宝殺人事件」（2014年）
- デジモンユニバース アプリモンスターズ
- 九龍ジェネリックロマンス

### 写真集
- 『九龍城砦』宮本隆司 (ペヨトル工房、初版1988/1/1)
- 『大図解九龍城』九龍城探検隊、可児弘明、寺澤一美／岩波書店　1997/7/10）